# 1858年克里斯蒂安尼亚大火
1858年克里斯蒂安尼亚大火是一场1858年4月14日发生于挪威克里斯蒂安尼亚主教座堂（Oslo domkirke）西方的大广场（Stortorvet）附近的火灾。火灾波及附近的几个街区，41座建筑物被毁，导致约1,000人无家可归。

## 过程
大火最初发生于当日凌晨一点左右，起火地点位于皇后街（Dronningens gate）以西的街区中一位木匠的家中。由于当时正值北风，在一小时之内，五座建筑物被大火点燃。在三小时之内，皇后大街东侧的建筑物也被点燃，而由于这一街区有大量老旧的木制建筑物，整个街区很快除了一座建筑物以外全部着火并被完全烧毁。此时，消防员最重要的任务是防止大火向南蔓延并波及王子街（Prinsens gate）以南的街区，因此从阿克斯胡斯城堡（Akershus slott og festning）紧急调配了车载消防泵并成功的阻止了火势向南的蔓延。然而，大火令人意外的跨过了较宽的教堂街（Kirkegata），并迅速烧毁了两座建筑物，并导致了两名消防员的殉職。在东面，来自林德斯内斯（挪威語：Lindesnes）号的船员阻止了火势越过船长街（Skippergata）。经过艰苦的努力，消防员成功阻止了火势越过国王街（Kongens gate）和东大街（挪威語：Østre gate）:423-438。

## 损失

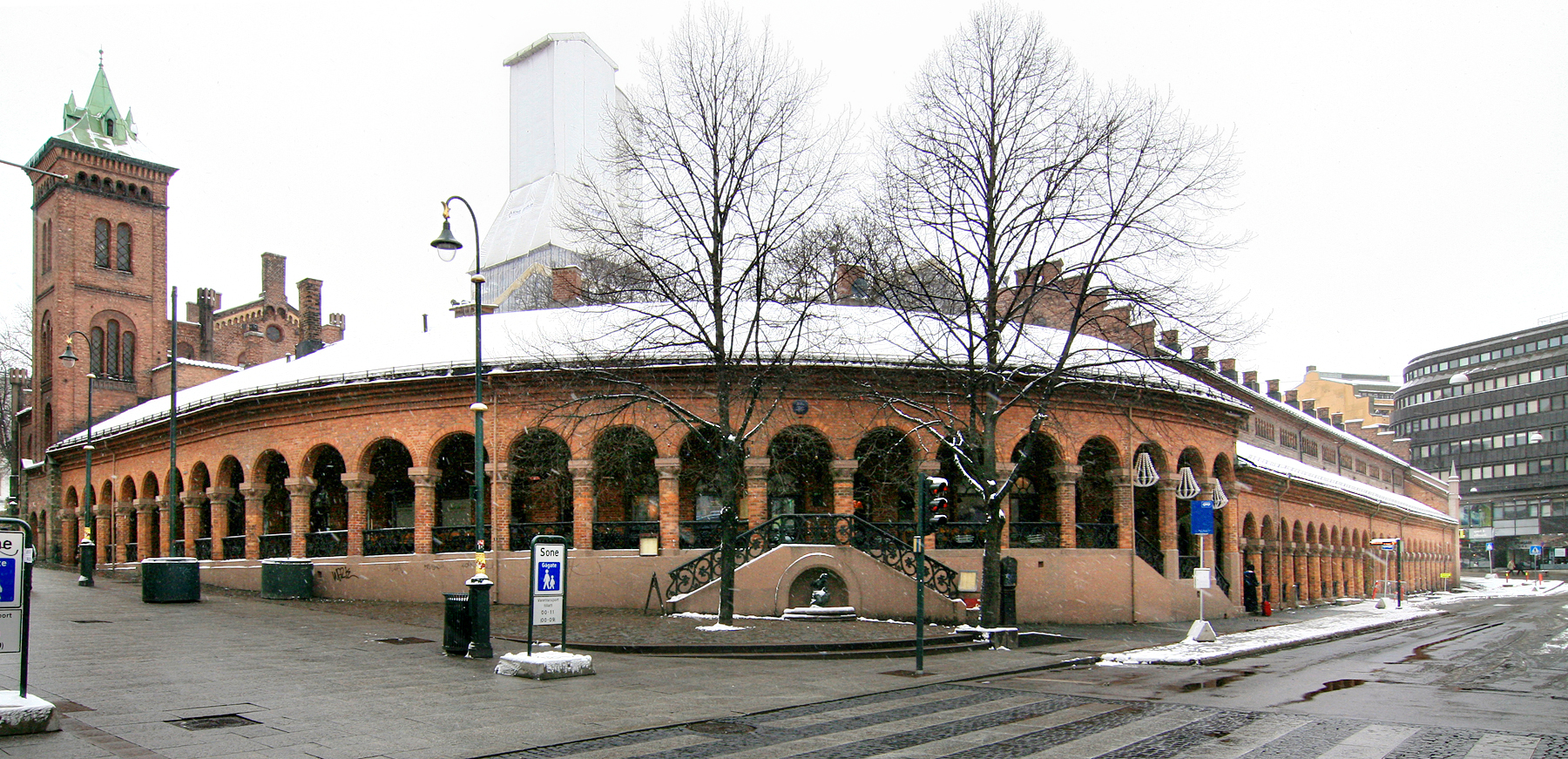
图为奥斯陆大教堂集贸市场，图中左方是望火楼。由此以南的街区在大火中被完全烧毁。

最终，王子街、教堂街、东大街和皇后街间的街区被完全烧毁，皇后街以东的街区和教堂街以西的街区的一大部分也损失严重。一共41座建筑物被烧毁:431。根据1855年的人口普查，被烧毁的区域中一共生活着808人，而考虑到到火灾发生前该区域的发展，当时的报纸估计约有1,000人在大火中失去了住所:432。在大火中损失的牲畜应当与1855年的数字（38匹马和8头牛）相当。大量家具财物被抢救出来，存放于大广场（当时被用作集市）上:423-438。

## 影响
大火对城市的未来发展起到了一定影响。大火过后四週，新的供水系统的预算被批准。预算包括在玛利道斯湖（Maridalsvannet）出水口兴建新的水坝。预算还包括对水管系统的更新：原有的水管是由松原木连接而成，而新的水管由铸铁制成。城市中交叉路口的旧的水泵消失了，取而代之的是自来水系统。消防部门也经过了整编。